# Van Jacobson
Van Jacobson (* 1950) je americký informatik.
Je jedním z primárních přispěvatelů TCP/IP protokolu, který je technologickým základem dnešního internetu. Je proslulý svými průkopnickými činy v oblasti síťové optimalizace.
Připojil se k PARC jako vývojový společník v srpnu roku 2006 a také slouží jako vedoucí vědec pro Packet Design v přilehlém komplexu Xeroxu. Před tím byl vedoucí vědec v Cisco Systems a vedoucí skupiny v Network Research Group v Lawrence Berkeley Laboratory.
Jacobson je nejvíce znám prací v optimalizaci IP, z přepracování TCP/IP vznikl kontrolní algoritmus (Jacobsonův algoritmus), který lépe zvládal zahlcení. Uvádí se[kdo?], že tímto zachránil internet před kolapsem v letech 1988—1989. Velmi známý je i jeho princip komprese IP datagramů označovaný jako TCP/IP Header Compression protocol popsaný v RFC 1144 (používal se zejména na pomalých sériových linkách). Dále spolupracoval na několika síťových diagnostických nástrojích, jako je traceroute, pathchar a tcpdump.
Za svoji práci dostal v roce 2001 ACM SIGCOMM Award, v roce 2003 IEEE Koji Kobayashi Computers and Communications Award a byl také v roce 2006 zvolen do National Academy of Engineering.
V lednu 2006 na Linux.conf.au Jacobson prezentoval RFC 1144 („Another idea about network performance improvement“).
Jacobson prodiskutovával své nápady na Content-centric networking i srpnu 2006 jako součást Google Tech Talks, což je jeho současné zaměření práce v PARC.